# Ralf P. Thomas
Ralf Peter Thomas (* 7. März 1961 in Nürnberg) ist ein deutscher Industriemanager. Seit 2013 ist er als Finanzvorstand Mitglied des Vorstands der Siemens AG.

## Leben
Thomas schloss das Gymnasium mit dem Abitur ab und durchlief danach eine Ausbildung zum Industriekaufmann. Danach studierte er Betriebswirtschaftslehre an der Friedrich-Alexander-Universität Erlangen-Nürnberg und promovierte im Jahr 1994 mit einer Arbeit über Bilanzsteuerrecht. Danach wurde er 1995 Mitarbeiter der Siemens AG, für die er mehrere Funktionen übernahm: 1999 wurde er Leiter des Bereiches „Accounting and Treasury“ von Siemens Südafrika, 2001 wieder „Performance Controller“ bei Siemens Medical Solutions in Erlangen und dann Chief Financial Officer des Geschäftsgebiets Angiography, Fluoroscopic and Radiographic Systems von Siemens Medical Solutions. 2004 wurde er Leiter des Bereiches „Corporate Finance Accounting, Controlling, Reporting and Taxes“ von Siemens, 2008 CFO des Sektors „Industry“ der Siemens AG, Erlangen. Seit 2013 schließlich ist er als „Chief Financial Officer“ Mitglied des Vorstands der Siemens AG. Im Dezember 2021 wurde der Vertrag von Thomas als CFO bei Siemens bis Dezember 2026 verlängert.
Thomas ist seit 2018 Mitglied des Aufsichtsrats der Siemens Healthineers AG und Siemens Healthcare GmbH. Er leitete bis Ende Januar 2020 die Siemens Healthineers AG bzw. Ende November 2019 die Siemens Healthcare GmbH als Vorsitzender den jeweiligen Prüfungsausschuss. Seit Dezember 2019 ist er in beiden Unternehmen Vorsitzender des Aufsichtsrats. Im Dezember 2023 wurden die Hauptgeschäftsaktivitäten der Siemens Healthcare GmbH auf die Siemens Healthineers AG übertragen, um eine neue Unternehmensführungsstruktur zu schaffen. Seitdem sind über 17.000 Mitarbeitende in Deutschland direkt bei der Siemens Healthineers AG angestellt. Somit wurde mit der Hauptversammlung 2024 ein mitbestimmter Aufsichtsrat auf Ebene der Siemens Healthineers AG gebildet, der die Geschäftsaktivitäten unternehmensweit überwachen und die Mitbestimmung in Deutschland stärken soll. Von September 2020 bis Februar 2024 war Thomas ebenfalls Mitglied des Aufsichtsrats der Siemens Energy AG sowie Mitglied des Aufsichtsrats der Siemens Energy Management GmbH. Bis 2021 saß er dem Prüfungsausschuss Siemens Energy AG vor. Mit Wirkung zum 1. Mai 2020 wurde er als Chairman in das Board der Siemens Proprietary Limited, Südafrika gewählt. Seit 2024 ist er zudem Mitglied des Aufsichtsrats der Allianz Versicherungs-AG.
Daneben ist Thomas Vorsitzender der Börsensachverständigenkommission beim Bundesministerium der Finanzen, Mitglied des Präsidiums und des Vorstands des Deutschen Aktieninstituts (DAI), Schatzmeister und Mitglied des Verwaltungsrats der Max-Planck-Gesellschaft und Honorarprofessor für das Fachgebiet Betriebswirtschaftslehre an der Friedrich-Alexander-Universität Erlangen-Nürnberg. Von 2013 bis 2020 war er zudem Vorsitzender des Verwaltungsrats des Deutschen Rechnungslegungs Standards Committee e.V. (DRSC).